# Frăsinet, Cluj
Frăsinet este un sat în comuna Băișoara din județul Cluj, Transilvania, România.

## Imagini

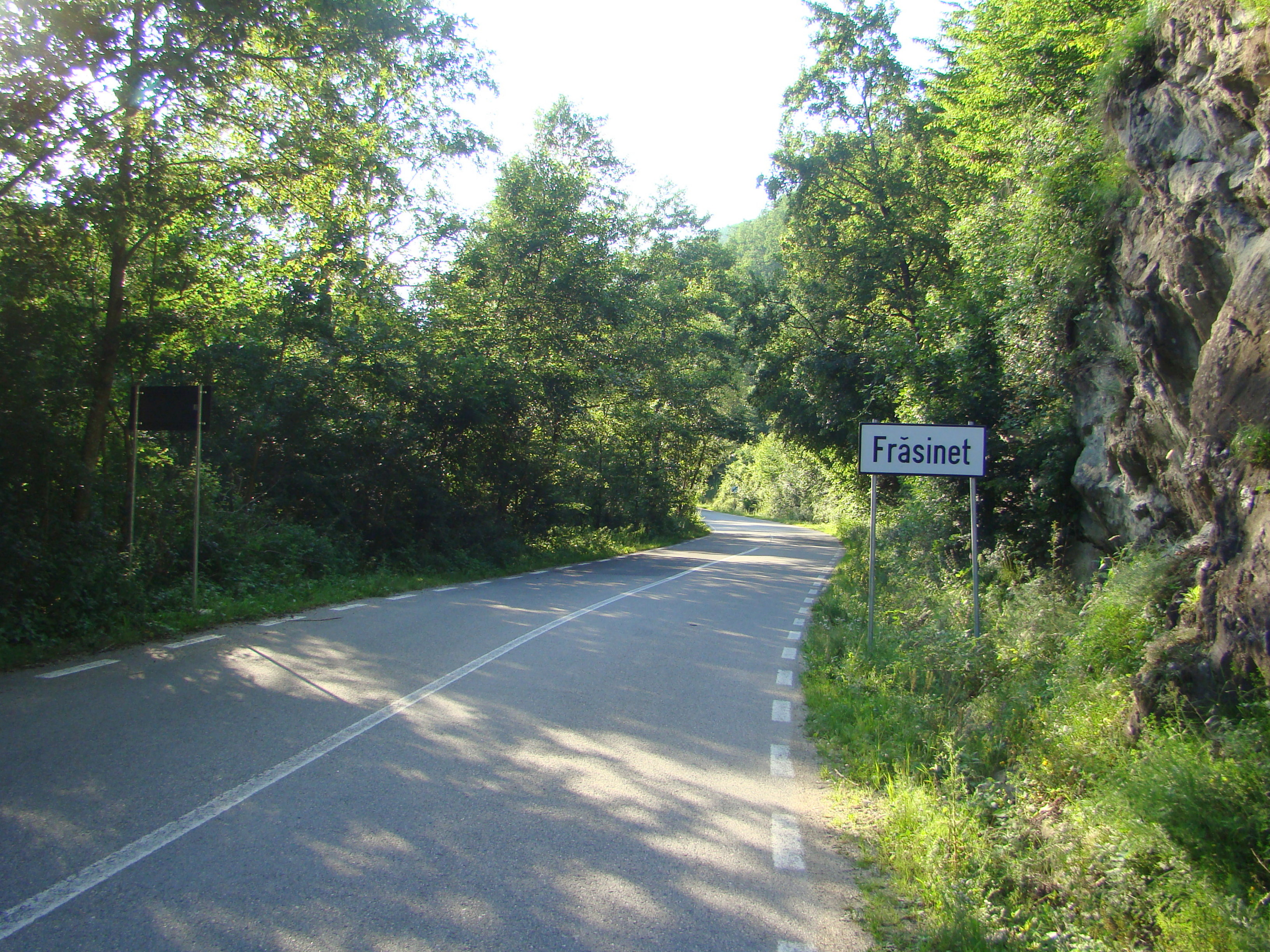
Intrarea în localitate
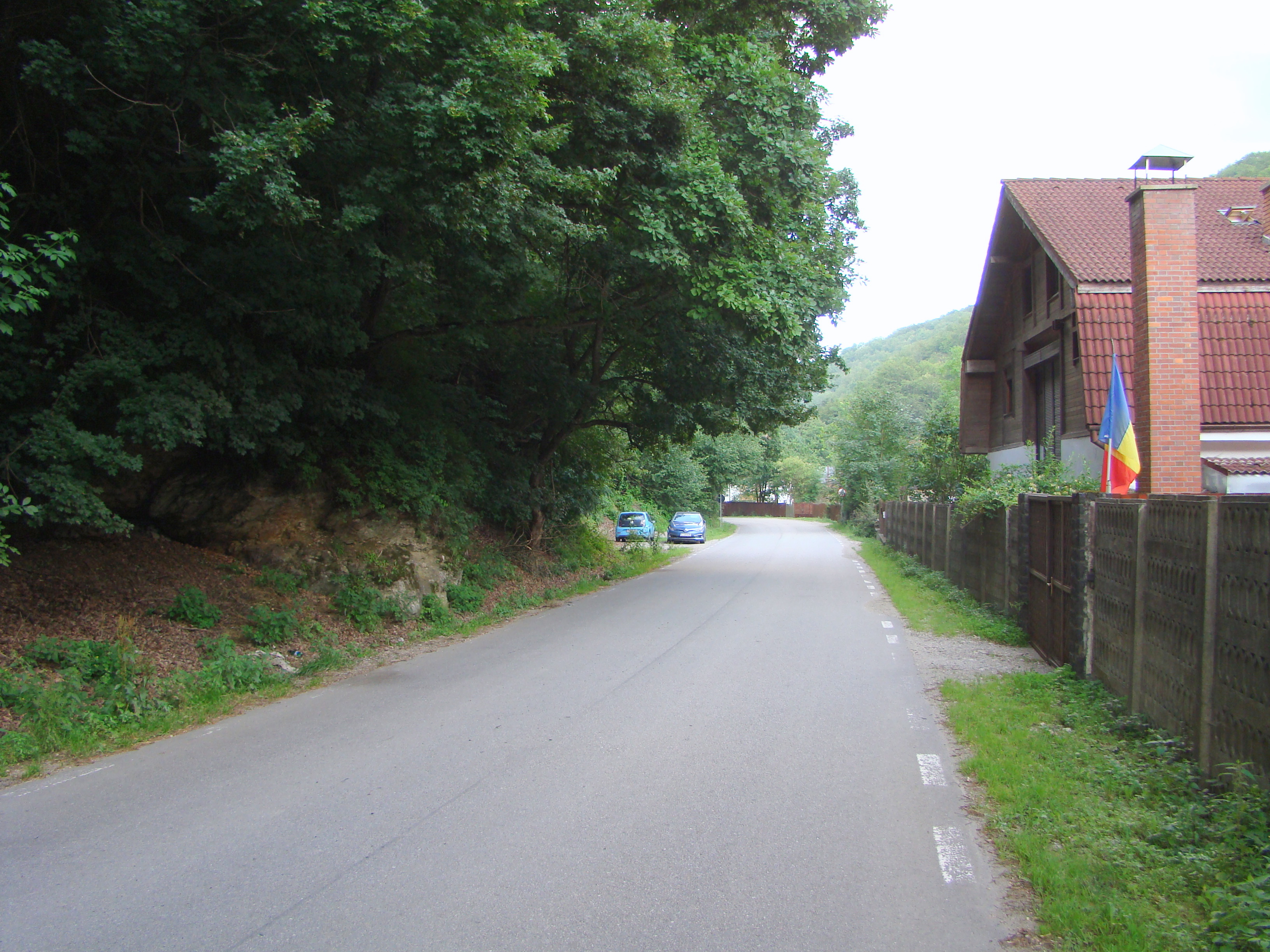